# آرمسترانگ سیدلی جنت میجور
آرمسترانگ سیدلی جنت میجور (به انگلیسی: Armstrong Siddeley Genet Major) یک موتور هواگرد ساختِ کارخانهٔ آرمسترانگ سیدلی در کشور بریتانیا است.